# Errore assoluto
L'errore assoluto è in genere definito come la differenza tra il valore misurato e il valore esatto, cioè:
{\displaystyle E_{ass}=V_{mis}-V_{est}}
dove
{\displaystyle E_{ass}} = errore assoluto
{\displaystyle V_{mis}} = valore misurato
{\displaystyle V_{est}} = valore esatto
{\displaystyle E_{ass}={V_{max}-V_{min} \over 2}}
{\displaystyle E_{ass}}= errore assoluto
{\displaystyle V_{max}}=valore massimo misurato
{\displaystyle V_{min}}=valore minimo misurato
L'errore assoluto è un valore con segno, che si esprime nell'unità di misura della grandezza esaminata; non deve essere confuso con l'incertezza, che è un maggiorante del modulo dell'errore assoluto.

## Significato di valore esatto
A seconda del campo dove viene applicata l'analisi degli errori, il termine di valore esatto assume nella pratica diversi significati:

### In ingegneria
In ingegneria, il termine valore esatto può assumere il significato di:
- valore desiderato, quando, durante l'analisi di un processo in parte sconosciuto, si cercano differenze tra quanto previsto e quanto effettivamente misurato;
- valore vero, quando, durante l'analisi della precisione di un sistema di misura, si cercano differenze tra ciò che è ritenuta una grandezza assolutamente precisa e quanto effettivamente la strumentazione ha misurato.

### In metrologia
Questa specificazione (nata in tempi recenti) è conseguenza dal fatto che, per questioni sperimentali e teoriche, una grandezza non è in realtà mai perfettamente definibile. Pertanto, se una grandezza non è mai perfettamente definibile (una grandezza non è mai esatta), non è possibile assegnarle un valore in termini assoluti, ma è possibile assegnare un valore nominale associato ad una certa incertezza.

## Errore assoluto in metrologia
Tradizionalmente la Metrologia applica il concetto di errore assoluto in maniera simile a come viene applicato in Ingegneria. Ancora oggi, nella pratica si parla d'errore assoluto facendo riferimento ad un valore nominale o a un valore atteso. Questo approccio, oltre che per le misure di uso quotidiano e in ingegneria (nei casi in cui si può applicare l'analisi degli errori semplificate), è ancora proficuamente usato per la sua praticità. L'errore assoluto è l'errore massimo che si può commettere assumendo come valore reale il valore medio.

### Incidenza sull'incertezza di misura
Con la diffusione dell'approccio statistico nella determinazione della precisione delle misure, gli stessi concetti d'errore e di valore vero sono stati rielaborati:
- al concetto di valore vero si è già accennato;
- è considerato errore vero e proprio solo quello che incide sull'incertezza della misura.

In quest'ottica, rilevare una differenza tra il valore misurato e il valore vero non è automaticamente indice di una imprecisione. Si possono citare due casi comuni, in cui la presenza del succitato errore assoluto non incide significativamente sull'incertezza della misurazione:
1. quando il valore vero è associato ad un'incertezza superiore alla differenza riscontrata;
2. quando la differenza riscontrata viene corretta.

Le parti dell'errore di misura riconosciute come sistematiche e che si presentano riproducibili, possono essere compensate applicando le correzioni appropriate. L'errore del risultato corretto può essere così caratterizzato solamente da un'incertezza.
In quest'ambito, per evitare confusioni, il termine di errore tende ad essere sostituito con il termine di scostamento, sul quale si possono applicare correzioni o no.

### Errore come contributo d'incertezza
Se lo scostamento non può essere del tutto corretto, la parte non corretta diventa a tutti gli effetti un errore, e pertanto costituisce un contributo che incrementa l'incertezza della grandezza misurata. Nella pratica capita spesso che la correzione di uno scostamento non sia possibile o conveniente.
L'attenta analisi della varianza della dispersione degli scostamenti, permette di calcolarne il contributo d'incertezza.
Spesso non viene eseguita una vasta serie di misure (per una rigorosa valutazione della varianza statistica), anzi, a volte si dispone di un solo rilievo. In questi casi si è costretti ad un'analisi semplificata, ma sostanzialmente corretta, in quanto risultato di un approccio conservativo: il contributo d'incertezza è valutato come il massimo errore rilevato diviso radice 3 (si applica il coefficiente per una dispersione rettangolare). Cioè:
{\displaystyle I_{eas}={\frac {E_{amx}}{\sqrt {3}}}}
dove:
{\displaystyle E_{amx}} = massimo valore assoluto tra gli errori rilevati
{\displaystyle I_{eas}} = contributo d'incertezza degli errori rilevati.
In questo caso l'incertezza è espressa con un coefficiente di confidenza "1" (pari a circa il 68 % dei casi); ma, normalmente, nei documenti le incertezze vengono espresse con coefficiente di confidenza "2" (pari a circa il 95 % dei casi).